# 王辛 (洪武進士)
王辛，字孔勤，福建福州府福清县人，明朝政治人物，同進士出身。

## 生平
洪武二十年，福建丁卯乡试中舉。洪武二十一年（1388年），聯捷戊辰科進士，升任监察御史。